# Teófilo Chantre
Teófilo Chantre (São Nicolau, 1964) is een Kaapverdiaans zanger, songwriter en gitarist. Hij werd eerst bekend door zijn werk als songwriter voor Cesária Évora, en daarna ook met zijn eigen muziek.

## Leven
Chantre werd geboren in São Nicolau en verhuisde later naar São Vicente. Hij kwam al vroeg in aanraking met muziek en kunst, dankzij zijn vader die als tekstschrijver werkte in Mindelo. Als tiener verhuisde hij naar Frankrijk, waar zijn ouders toen al woonden. Hier begon hij gitaar te spelen en liedjes te schrijven.

## Muzikale loopbaan

### Samenwerking met Cesária Évora
In Parijs kwam Chantre in contact met Cesária Évora en met José da Silva, Évora's manager en platenbaas van platenlabel Lusafrica. Chantre schreef vervolgens drie songs voor Évora's succesvolle album Miss Perfumado (1992). Het album werd een groot succes en er werden honderdduizenden exemplaren van verkocht. Chantre schreef daarna nog meerdere songs voor albums van Cesária Évora. In 1995 schreef hij de tekst voor de song Ausencia, die Goran Bregović en Cesária Évora opnamen voor de soundtrack van Emir Kusturica's prijswinnende film Underground. Ook zongen Chantre en Evora mee op elkaars albums, zo zongen ze een duet op Chantre's album Azulando. Ook stond Teofilo Chantre in het voorprogramma van Cesária Évora.

### Solocarrière
Zijn succesvolle samenwerking met Cesária Évora maakte het Chantre mogelijk om een solocarrière te beginnen. In 1993 bracht hij zijn eerste album uit. Chantre werkte op zijn albums samen met Cesária Évora, Mayra Andrade, Bernard Lavilliers, Bau en Bonga. Hij trad verschillende malen op in België en Nederland, onder andere op de festivals Sfinks en Esperanzah!
Hij bleef daarnaast liedjes schrijven voor andere artiesten zoals Nancy Vieira. Ook Lura, Ornella Vanoni en Eleftheria Arvanitaki namen versies op van door Chantre geschreven liedjes.

## Muziekstijl
Teofilo Chantre speelt langzame, melancholieke morna's en snellere, meer dansbare coladeiras uit Kaapverdië. In zijn muziek is heimwee te horen naar het Kaapverdië van zijn jeugd. Maar door zijn lange verblijf in Parijs kwam hij met allerlei andere muzikale invloeden in aanraking, die hij ook verwerkte in zijn muziek: Braziliaanse, Franse, Cubaanse,  Spaanse en jazzy invloeden.
Chantre draagt zijn liedjes voor met zoete, zachtaardige zang en lichtvoetig swingend gitaarspel, terwijl hij zich laat begeleiden door onder andere cavaquinho, viool, piano, en accordeon.

## Erkenning en waardering
Songlines schreef dat Chantre een van de eerste Kaapverdiaanse singer-songwriters was die afweek van de strikte traditie en een fris Kaapverdiaans geluid ontwikkelde. Hierin werd hij gevolgd door Tcheka, Mayra Andrade en Sara Tavares.
Allmusic noemde Chantre's album Di Alma "Kaapverdische blues op zijn best" en schreef dat Rodatempo "voorbestemd was om een klassieker van de Afrikaanse muziek te worden".
Trouw noemde Chantre "een excellent singer/songwriter, een pur sang chansonnier en een exquise nieuwkomer."

## Discografie
- Terra & Cretcheu (1993)
- Di Alma (1997)
- Rodatempo (2000)
- Live (2002)
- Azulando (2004)
- Viajá (2011)
- Mestissage (2013)